# Rondó do Capitão
"Rondó do Capitão" é um poema escrito por Manuel Bandeira e musicado por João Ricardo para o primeiro álbum de 1973 do Secos e Molhados. A canção virou muito popular para as crianças da época.

## Outras versões
- A banda Pato Fu regravou a canção em 2003 para o álbum Assim Assado - Tributo ao Secos e Molhados que comemorava os 30 anos do Secos e Molhados.